# 2010 v šachu
Vrcholy roku 2010 v šachu byly Šachová olympiáda na podzim v Chanty-Mansijsku a mistrovství světa v Sofii, kde obhájil titul Višvánáthán Ánand z Indie. Světovou jedničkou ale byl po celý rok Magnus Carlsen z Norska. Mistrem České republiky se stal David Navara.
Při šachové olympiádě proběhl i kongres FIDE, který zvolil jejího prezidenta. Kandidáty byli dosavadní prezident Kirsan Iljumžinov (ten byl 29. září opět zvolen 95 hlasy proti 55) a mistr světa Anatolij Karpov.

## Mistrovství světa 2010
|   | a | b | c | d | e | f | g | h |   |
| 8 | f7 bílý jezdec · g7 černý dáma · h7 černý král · d6 bílý věž · a5 černý pěšec · h5 černý pěšec · a4 bílý pěšec · c4 černý pěšec · g3 bílý pěšec · h3 bílý král | f7 bílý jezdec · g7 černý dáma · h7 černý král · d6 bílý věž · a5 černý pěšec · h5 černý pěšec · a4 bílý pěšec · c4 černý pěšec · g3 bílý pěšec · h3 bílý král | f7 bílý jezdec · g7 černý dáma · h7 černý král · d6 bílý věž · a5 černý pěšec · h5 černý pěšec · a4 bílý pěšec · c4 černý pěšec · g3 bílý pěšec · h3 bílý král | f7 bílý jezdec · g7 černý dáma · h7 černý král · d6 bílý věž · a5 černý pěšec · h5 černý pěšec · a4 bílý pěšec · c4 černý pěšec · g3 bílý pěšec · h3 bílý král | f7 bílý jezdec · g7 černý dáma · h7 černý král · d6 bílý věž · a5 černý pěšec · h5 černý pěšec · a4 bílý pěšec · c4 černý pěšec · g3 bílý pěšec · h3 bílý král | f7 bílý jezdec · g7 černý dáma · h7 černý král · d6 bílý věž · a5 černý pěšec · h5 černý pěšec · a4 bílý pěšec · c4 černý pěšec · g3 bílý pěšec · h3 bílý král | f7 bílý jezdec · g7 černý dáma · h7 černý král · d6 bílý věž · a5 černý pěšec · h5 černý pěšec · a4 bílý pěšec · c4 černý pěšec · g3 bílý pěšec · h3 bílý král | f7 bílý jezdec · g7 černý dáma · h7 černý král · d6 bílý věž · a5 černý pěšec · h5 černý pěšec · a4 bílý pěšec · c4 černý pěšec · g3 bílý pěšec · h3 bílý král | 8 |
| 7 | f7 bílý jezdec · g7 černý dáma · h7 černý král · d6 bílý věž · a5 černý pěšec · h5 černý pěšec · a4 bílý pěšec · c4 černý pěšec · g3 bílý pěšec · h3 bílý král | f7 bílý jezdec · g7 černý dáma · h7 černý král · d6 bílý věž · a5 černý pěšec · h5 černý pěšec · a4 bílý pěšec · c4 černý pěšec · g3 bílý pěšec · h3 bílý král | f7 bílý jezdec · g7 černý dáma · h7 černý král · d6 bílý věž · a5 černý pěšec · h5 černý pěšec · a4 bílý pěšec · c4 černý pěšec · g3 bílý pěšec · h3 bílý král | f7 bílý jezdec · g7 černý dáma · h7 černý král · d6 bílý věž · a5 černý pěšec · h5 černý pěšec · a4 bílý pěšec · c4 černý pěšec · g3 bílý pěšec · h3 bílý král | f7 bílý jezdec · g7 černý dáma · h7 černý král · d6 bílý věž · a5 černý pěšec · h5 černý pěšec · a4 bílý pěšec · c4 černý pěšec · g3 bílý pěšec · h3 bílý král | f7 bílý jezdec · g7 černý dáma · h7 černý král · d6 bílý věž · a5 černý pěšec · h5 černý pěšec · a4 bílý pěšec · c4 černý pěšec · g3 bílý pěšec · h3 bílý král | f7 bílý jezdec · g7 černý dáma · h7 černý král · d6 bílý věž · a5 černý pěšec · h5 černý pěšec · a4 bílý pěšec · c4 černý pěšec · g3 bílý pěšec · h3 bílý král | f7 bílý jezdec · g7 černý dáma · h7 černý král · d6 bílý věž · a5 černý pěšec · h5 černý pěšec · a4 bílý pěšec · c4 černý pěšec · g3 bílý pěšec · h3 bílý král | 7 |
| 6 | f7 bílý jezdec · g7 černý dáma · h7 černý král · d6 bílý věž · a5 černý pěšec · h5 černý pěšec · a4 bílý pěšec · c4 černý pěšec · g3 bílý pěšec · h3 bílý král | f7 bílý jezdec · g7 černý dáma · h7 černý král · d6 bílý věž · a5 černý pěšec · h5 černý pěšec · a4 bílý pěšec · c4 černý pěšec · g3 bílý pěšec · h3 bílý král | f7 bílý jezdec · g7 černý dáma · h7 černý král · d6 bílý věž · a5 černý pěšec · h5 černý pěšec · a4 bílý pěšec · c4 černý pěšec · g3 bílý pěšec · h3 bílý král | f7 bílý jezdec · g7 černý dáma · h7 černý král · d6 bílý věž · a5 černý pěšec · h5 černý pěšec · a4 bílý pěšec · c4 černý pěšec · g3 bílý pěšec · h3 bílý král | f7 bílý jezdec · g7 černý dáma · h7 černý král · d6 bílý věž · a5 černý pěšec · h5 černý pěšec · a4 bílý pěšec · c4 černý pěšec · g3 bílý pěšec · h3 bílý král | f7 bílý jezdec · g7 černý dáma · h7 černý král · d6 bílý věž · a5 černý pěšec · h5 černý pěšec · a4 bílý pěšec · c4 černý pěšec · g3 bílý pěšec · h3 bílý král | f7 bílý jezdec · g7 černý dáma · h7 černý král · d6 bílý věž · a5 černý pěšec · h5 černý pěšec · a4 bílý pěšec · c4 černý pěšec · g3 bílý pěšec · h3 bílý král | f7 bílý jezdec · g7 černý dáma · h7 černý král · d6 bílý věž · a5 černý pěšec · h5 černý pěšec · a4 bílý pěšec · c4 černý pěšec · g3 bílý pěšec · h3 bílý král | 6 |
| 5 | f7 bílý jezdec · g7 černý dáma · h7 černý král · d6 bílý věž · a5 černý pěšec · h5 černý pěšec · a4 bílý pěšec · c4 černý pěšec · g3 bílý pěšec · h3 bílý král | f7 bílý jezdec · g7 černý dáma · h7 černý král · d6 bílý věž · a5 černý pěšec · h5 černý pěšec · a4 bílý pěšec · c4 černý pěšec · g3 bílý pěšec · h3 bílý král | f7 bílý jezdec · g7 černý dáma · h7 černý král · d6 bílý věž · a5 černý pěšec · h5 černý pěšec · a4 bílý pěšec · c4 černý pěšec · g3 bílý pěšec · h3 bílý král | f7 bílý jezdec · g7 černý dáma · h7 černý král · d6 bílý věž · a5 černý pěšec · h5 černý pěšec · a4 bílý pěšec · c4 černý pěšec · g3 bílý pěšec · h3 bílý král | f7 bílý jezdec · g7 černý dáma · h7 černý král · d6 bílý věž · a5 černý pěšec · h5 černý pěšec · a4 bílý pěšec · c4 černý pěšec · g3 bílý pěšec · h3 bílý král | f7 bílý jezdec · g7 černý dáma · h7 černý král · d6 bílý věž · a5 černý pěšec · h5 černý pěšec · a4 bílý pěšec · c4 černý pěšec · g3 bílý pěšec · h3 bílý král | f7 bílý jezdec · g7 černý dáma · h7 černý král · d6 bílý věž · a5 černý pěšec · h5 černý pěšec · a4 bílý pěšec · c4 černý pěšec · g3 bílý pěšec · h3 bílý král | f7 bílý jezdec · g7 černý dáma · h7 černý král · d6 bílý věž · a5 černý pěšec · h5 černý pěšec · a4 bílý pěšec · c4 černý pěšec · g3 bílý pěšec · h3 bílý král | 5 |
| 4 | f7 bílý jezdec · g7 černý dáma · h7 černý král · d6 bílý věž · a5 černý pěšec · h5 černý pěšec · a4 bílý pěšec · c4 černý pěšec · g3 bílý pěšec · h3 bílý král | f7 bílý jezdec · g7 černý dáma · h7 černý král · d6 bílý věž · a5 černý pěšec · h5 černý pěšec · a4 bílý pěšec · c4 černý pěšec · g3 bílý pěšec · h3 bílý král | f7 bílý jezdec · g7 černý dáma · h7 černý král · d6 bílý věž · a5 černý pěšec · h5 černý pěšec · a4 bílý pěšec · c4 černý pěšec · g3 bílý pěšec · h3 bílý král | f7 bílý jezdec · g7 černý dáma · h7 černý král · d6 bílý věž · a5 černý pěšec · h5 černý pěšec · a4 bílý pěšec · c4 černý pěšec · g3 bílý pěšec · h3 bílý král | f7 bílý jezdec · g7 černý dáma · h7 černý král · d6 bílý věž · a5 černý pěšec · h5 černý pěšec · a4 bílý pěšec · c4 černý pěšec · g3 bílý pěšec · h3 bílý král | f7 bílý jezdec · g7 černý dáma · h7 černý král · d6 bílý věž · a5 černý pěšec · h5 černý pěšec · a4 bílý pěšec · c4 černý pěšec · g3 bílý pěšec · h3 bílý král | f7 bílý jezdec · g7 černý dáma · h7 černý král · d6 bílý věž · a5 černý pěšec · h5 černý pěšec · a4 bílý pěšec · c4 černý pěšec · g3 bílý pěšec · h3 bílý král | f7 bílý jezdec · g7 černý dáma · h7 černý král · d6 bílý věž · a5 černý pěšec · h5 černý pěšec · a4 bílý pěšec · c4 černý pěšec · g3 bílý pěšec · h3 bílý král | 4 |
| 3 | f7 bílý jezdec · g7 černý dáma · h7 černý král · d6 bílý věž · a5 černý pěšec · h5 černý pěšec · a4 bílý pěšec · c4 černý pěšec · g3 bílý pěšec · h3 bílý král | f7 bílý jezdec · g7 černý dáma · h7 černý král · d6 bílý věž · a5 černý pěšec · h5 černý pěšec · a4 bílý pěšec · c4 černý pěšec · g3 bílý pěšec · h3 bílý král | f7 bílý jezdec · g7 černý dáma · h7 černý král · d6 bílý věž · a5 černý pěšec · h5 černý pěšec · a4 bílý pěšec · c4 černý pěšec · g3 bílý pěšec · h3 bílý král | f7 bílý jezdec · g7 černý dáma · h7 černý král · d6 bílý věž · a5 černý pěšec · h5 černý pěšec · a4 bílý pěšec · c4 černý pěšec · g3 bílý pěšec · h3 bílý král | f7 bílý jezdec · g7 černý dáma · h7 černý král · d6 bílý věž · a5 černý pěšec · h5 černý pěšec · a4 bílý pěšec · c4 černý pěšec · g3 bílý pěšec · h3 bílý král | f7 bílý jezdec · g7 černý dáma · h7 černý král · d6 bílý věž · a5 černý pěšec · h5 černý pěšec · a4 bílý pěšec · c4 černý pěšec · g3 bílý pěšec · h3 bílý král | f7 bílý jezdec · g7 černý dáma · h7 černý král · d6 bílý věž · a5 černý pěšec · h5 černý pěšec · a4 bílý pěšec · c4 černý pěšec · g3 bílý pěšec · h3 bílý král | f7 bílý jezdec · g7 černý dáma · h7 černý král · d6 bílý věž · a5 černý pěšec · h5 černý pěšec · a4 bílý pěšec · c4 černý pěšec · g3 bílý pěšec · h3 bílý král | 3 |
| 2 | f7 bílý jezdec · g7 černý dáma · h7 černý král · d6 bílý věž · a5 černý pěšec · h5 černý pěšec · a4 bílý pěšec · c4 černý pěšec · g3 bílý pěšec · h3 bílý král | f7 bílý jezdec · g7 černý dáma · h7 černý král · d6 bílý věž · a5 černý pěšec · h5 černý pěšec · a4 bílý pěšec · c4 černý pěšec · g3 bílý pěšec · h3 bílý král | f7 bílý jezdec · g7 černý dáma · h7 černý král · d6 bílý věž · a5 černý pěšec · h5 černý pěšec · a4 bílý pěšec · c4 černý pěšec · g3 bílý pěšec · h3 bílý král | f7 bílý jezdec · g7 černý dáma · h7 černý král · d6 bílý věž · a5 černý pěšec · h5 černý pěšec · a4 bílý pěšec · c4 černý pěšec · g3 bílý pěšec · h3 bílý král | f7 bílý jezdec · g7 černý dáma · h7 černý král · d6 bílý věž · a5 černý pěšec · h5 černý pěšec · a4 bílý pěšec · c4 černý pěšec · g3 bílý pěšec · h3 bílý král | f7 bílý jezdec · g7 černý dáma · h7 černý král · d6 bílý věž · a5 černý pěšec · h5 černý pěšec · a4 bílý pěšec · c4 černý pěšec · g3 bílý pěšec · h3 bílý král | f7 bílý jezdec · g7 černý dáma · h7 černý král · d6 bílý věž · a5 černý pěšec · h5 černý pěšec · a4 bílý pěšec · c4 černý pěšec · g3 bílý pěšec · h3 bílý král | f7 bílý jezdec · g7 černý dáma · h7 černý král · d6 bílý věž · a5 černý pěšec · h5 černý pěšec · a4 bílý pěšec · c4 černý pěšec · g3 bílý pěšec · h3 bílý král | 2 |
| 1 | f7 bílý jezdec · g7 černý dáma · h7 černý král · d6 bílý věž · a5 černý pěšec · h5 černý pěšec · a4 bílý pěšec · c4 černý pěšec · g3 bílý pěšec · h3 bílý král | f7 bílý jezdec · g7 černý dáma · h7 černý král · d6 bílý věž · a5 černý pěšec · h5 černý pěšec · a4 bílý pěšec · c4 černý pěšec · g3 bílý pěšec · h3 bílý král | f7 bílý jezdec · g7 černý dáma · h7 černý král · d6 bílý věž · a5 černý pěšec · h5 černý pěšec · a4 bílý pěšec · c4 černý pěšec · g3 bílý pěšec · h3 bílý král | f7 bílý jezdec · g7 černý dáma · h7 černý král · d6 bílý věž · a5 černý pěšec · h5 černý pěšec · a4 bílý pěšec · c4 černý pěšec · g3 bílý pěšec · h3 bílý král | f7 bílý jezdec · g7 černý dáma · h7 černý král · d6 bílý věž · a5 černý pěšec · h5 černý pěšec · a4 bílý pěšec · c4 černý pěšec · g3 bílý pěšec · h3 bílý král | f7 bílý jezdec · g7 černý dáma · h7 černý král · d6 bílý věž · a5 černý pěšec · h5 černý pěšec · a4 bílý pěšec · c4 černý pěšec · g3 bílý pěšec · h3 bílý král | f7 bílý jezdec · g7 černý dáma · h7 černý král · d6 bílý věž · a5 černý pěšec · h5 černý pěšec · a4 bílý pěšec · c4 černý pěšec · g3 bílý pěšec · h3 bílý král | f7 bílý jezdec · g7 černý dáma · h7 černý král · d6 bílý věž · a5 černý pěšec · h5 černý pěšec · a4 bílý pěšec · c4 černý pěšec · g3 bílý pěšec · h3 bílý král | 1 |
|   | a | b | c | d | e | f | g | h |   |

Titul mistra světa obhájil v Sofii Ind Višvánáthán Ánand, který porazil domácího Veselina Topalova. Zápas byl odložen o jeden den kvůli dopravním problémům, které způsobila sopka Eyjafjallajökull, a začal tak až 24. dubna. Tři z prvních čtyř partií přinesly vítězství bílých figur a Ánand vedl 2,5:1,5. Po sérii remíz ale udeřil opět bílými Topalov a duel v 8. partii vyrovnal. Následující tři partie skončily opět remízami, a tak mu stačilo remizovat bílými, aby dostal zápas do tie-breaku v rapid tempu. Ve 12. partii ale udělal hrubou chybu a Ánand zvítězil celkově 6,5:5,5.

## Šachová olympiáda
Šachová olympiáda se uskutečnila v Chanty-Mansijsku od 19. do 29. září.

## Světový žebříček
Do čela světového žebříčku se v lednu dostal Nor Magnus Carlsen. Podařilo se mu to už v devatenácti letech, čímž překonal dosavadní rekord Garriho Kasparova, který se stal světovou jedničkou ve věku 21 let.
| leden | leden             | leden       | leden | březen | březen              | březen      | březen | květen | květen              | květen      | květen |
| ----- | ----------------- | ----------- | ----- | ------ | ------------------- | ----------- | ------ | ------ | ------------------- | ----------- | ------ |
| 1.    | Magnus Carlsen    | Norsko      | 2810  | 1.     | Magnus Carlsen      | Norsko      | 2813   | 1.     | Magnus Carlsen      | Norsko      | 2813   |
| 2.    | Veselin Topalov   | Bulharsko   | 2805  | 2.     | Veselin Topalov     | Bulharsko   | 2805   | 2.     | Veselin Topalov     | Bulharsko   | 2812   |
| 3.    | Višvánáthán Ánand | Indie       | 2790  | 3.     | Vladimir Kramnik    | Rusko       | 2790   | 3.     | Vladimir Kramnik    | Rusko       | 2790   |
| 4.    | Vladimir Kramnik  | Rusko       | 2788  | 4.     | Višvánáthán Ánand   | Indie       | 2787   | 4.     | Višvánáthán Ánand   | Indie       | 2787   |
| 5.    | Levon Aronjan     | Arménie     | 2781  | 5.     | Levon Aronjan       | Arménie     | 2782   | 5.     | Levon Aronjan       | Arménie     | 2782   |
| 6.    | Boris Gelfand     | Izrael      | 2761  | 6.     | Šachrijar Mameďarov | Ázerbájdžán | 2760   | 6.     | Šachrijar Mameďarov | Ázerbájdžán | 2763   |
| 7.    | Vugar Gašimov     | Ázerbájdžán | 2759  | 7.     | Alexandr Griščuk    | Rusko       | 2756   | 7.     | Alexandr Griščuk    | Rusko       | 2760   |
| 8.    | Vasilij Ivančuk   | Ukrajina    | 2749  | 8.     | Petr Svidler        | Rusko       | 2756   | 8.     | Wang Jüe            | Čína        | 2752   |
| 9.    | Wang Jüe          | Čína        | 2749  | 9.     | Boris Gelfand       | Izrael      | 2750   | 9.     | Pavel Jeljanov      | Rusko       | 2751   |
| 10.   | Petr Svidler      | Rusko       | 2744  | 10.    | Wang Jüe            | Čína        | 2749   | 10.    | Alexej Širov        | Španělsko   | 2742   |
| 27.   | David Navara      | Česko       | 2708  | 31.    | David Navara        | Česko       | 2708   | 24.    | David Navara        | Česko       | 2718   |
| 84.   | Viktor Láznička   | Česko       | 2652  | 72.    | Viktor Láznička     | Česko       | 2659   | -      | Viktor Láznička     | Česko       | 2636   |

| červenec | červenec            | červenec    | červenec | září | září | září | září | listopad | listopad | listopad | listopad |
| -------- | ------------------- | ----------- | -------- | ---- | ---- | ---- | ---- | -------- | -------- | -------- | -------- |
| 1.       | Magnus Carlsen      | Norsko      | 2770     |      |      |      |      |          |          |          |          |
| 2.       | Veselin Topalov     | Bulharsko   | 2803     |      |      |      |      |          |          |          |          |
| 3.       | Višvánáthán Ánand   | Indie       | 2800     |      |      |      |      |          |          |          |          |
| 4.       | Vladimir Kramnik    | Rusko       | 2790     |      |      |      |      |          |          |          |          |
| 5.       | Levon Aronjan       | Arménie     | 2783     |      |      |      |      |          |          |          |          |
| 6.       | Šachrijar Mameďarov | Ázerbájdžán | 2761     |      |      |      |      |          |          |          |          |
| 7.       | Alexandr Griščuk    | Rusko       | 2760     |      |      |      |      |          |          |          |          |
| 8.       | Pavel Jeljanov      | Rusko       | 2755     |      |      |      |      |          |          |          |          |
| 9.       | Alexej Širov        | Španělsko   | 249      |      |      |      |      |          |          |          |          |
| 10.      | Tejmur Radžabov     | Ázerbájdžán | 2748     |      |      |      |      |          |          |          |          |
| 18.      | David Navara        | Česko       | 2731     |      |      |      |      |          |          |          |          |
| -        | Viktor Láznička     | Česko       | 2638     |      |      |      |      |          |          |          |          |

### Ženy
| leden | leden                 | leden     | leden | březen | březen                | březen    | březen | květen | květen                | květen    | květen |
| ----- | --------------------- | --------- | ----- | ------ | --------------------- | --------- | ------ | ------ | --------------------- | --------- | ------ |
| 1.    | Judit Polgárová       | Maďarsko  | 2682  | 1.     | Judit Polgárová       | Maďarsko  | 2682   | 1.     | Judit Polgárová       | Maďarsko  | 2682   |
| 2.    | Humpy Koneru          | Indie     | 2614  | 2.     | Humpy Koneru          | Indie     | 2622   | 2.     | Humpy Koneru          | Indie     | 2622   |
| 3.    | Chou I-fan            | Čína      | 2590  | 3.     | Chou I-fan            | Čína      | 2570   | 3.     | Chou I-fan            | Čína      | 2589   |
| 4.    | Antoaneta Stefanovová | Bulharsko | 2545  | 4.     | Antoaneta Stefanovová | Bulharsko | 2555   | 4.     | Antoaneta Stefanovová | Bulharsko | 2560   |
| 5.    | Naděžda Kosincevová   | Rusko     | 2533  | 5.     | Naděžda Kosincevová   | Rusko     | 2554   | 5.     | Naděžda Kosincevová   | Rusko     | 2553   |
| 67.   | Jana Jacková          | Česko     | 2403  | 68.    | Jana Jacková          | Česko     | 2403   | 67.    | Jana Jacková          | Česko     | 2402   |
| -     | Eva Kulovaná          | Česko     | 2302  | -      | Eva Kulovaná          | Česko     | 2302   | -      | Eva Kulovaná          | Česko     | 2362   |

| červenec | červenec              | červenec  | červenec | září | září | září | září | listopad | listopad | listopad | listopad |
| -------- | --------------------- | --------- | -------- | ---- | ---- | ---- | ---- | -------- | -------- | -------- | -------- |
| 1.       | Judit Polgárová       | Maďarsko  | 2682     |      |      |      |      |          |          |          |          |
| 2.       | Humpy Koneru          | Indie     | 2600     |      |      |      |      |          |          |          |          |
| 3.       | Chou I-fan            | Čína      | 2577     |      |      |      |      |          |          |          |          |
| 4.       | Taťjana Kosincevová   | Rusko     | 2562     |      |      |      |      |          |          |          |          |
| 5.       | Antoaneta Stefanovová | Bulharsko | 2560     |      |      |      |      |          |          |          |          |
| 67.      | Jana Jacková          | Česko     | 2402     |      |      |      |      |          |          |          |          |
| -        | Eva Kulovaná          | Česko     | 2362     |      |      |      |      |          |          |          |          |

## Šachové turnaje

### Svět
Leden

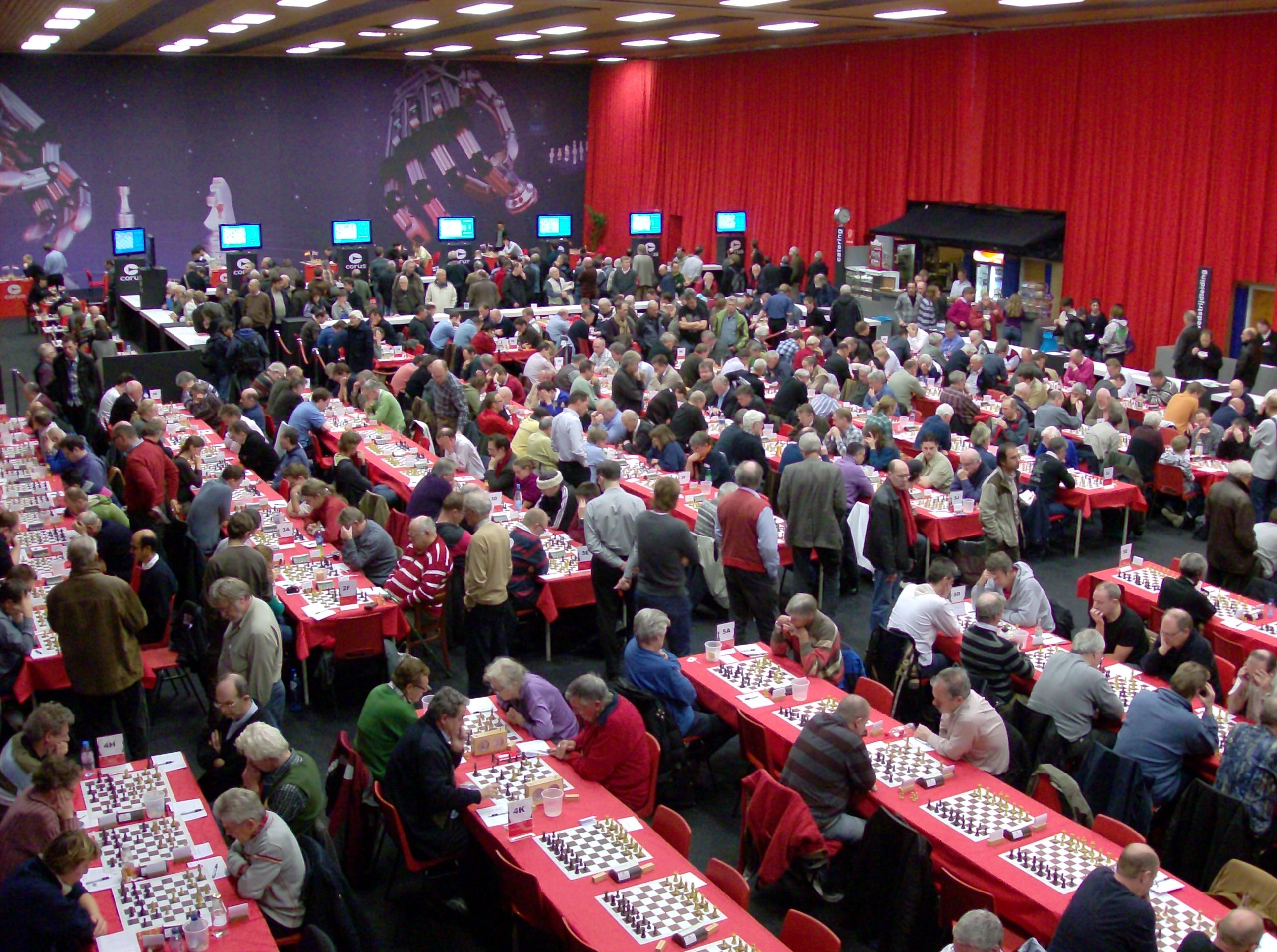
Hrací sál turnaje Corus Chess Tournament ve Wijku aan Zee v roce 2010

- 5. ledna – Hastings Chess Congress, Hastings: 1. Andrei Istratescu (Rumunsko), 2. Romain Edouard (Francie), 3. David Howell (Anglie) … 9. Zbyněk Hráček
- 5. ledna – Rilton Cup, Stockholm: 1. Eduardas Rozentalis (Litva), 2. Radoslaw Wojtaszek (Polsko), 3. Pavel Ponkratov (Rusko)
- 6. ledna – 52. torneo di Capodanno, Reggio d'Emilia: 1. Gata Kamsky (USA), 2. Zoltán Almasi (Maďarsko), 3. Fabiano Caruana (Itálie)
- 14. ledna – Mistrovství světa družstev mužů, Bursa: 1. Rusko (na 1. šachovnici Alexandr Griščuk), 2. USA (Hikaru Nakamura), 3. Indie (Krišnan Sasikiran), 4. Ázerbájdžán, 5. Arménie
- 31. ledna – Corus Chess Tournament, Wijk aan Zee: 1. Magnus Carlsen (Norsko), 2. Vladimir Kramnik (Rusko), 3. Alexej Širov (Španělsko), 4. Višvánáthán Ánand (Indie), 5. Hikaru Nakamura (USA)
Turnaj B: 1. Anish Giri (Nizozemsko), 2. Arkadij Naiditsch (Německo), 3. Ni Chua (Čína)

Únor
- 4. února – Gibtelecom Masters, Gibraltar: 1. Michael Adams (Anglie), 2. Francisco Vallejo Pons (Španělsko), 3.-4. Jan Gustafsson (Německo) a Čanda Sandipan (Indie)
- 7. února – Moscow Open, Moskva: 1. Konstantin Černyšov (Rusko), 2. Jevgenij Barejev (Rusko), 3. Le Quang Liem (Vietnam)
- 19. února – Aeroflot Open, Moskva: 1. Le Quang Liem (Vietnam), 2. Anton Korobov (Ukrajina), 3. Nguyen Ngoc Truong Son (Vietnam)
- 25. února – Šachový turnaj v Linaresu: 1. Veselin Topalov (Bulharsko), 2. Alexandr Griščuk (Rusko), 3. Levon Aronjan (Arménie), 4. Francisco Vallejo Pons (Španělsko), 5. Boris Gelfand (Izrael)
- 28. února – 8. šachový festival v Nancy: 1. Jevgenij Postnyj (Izrael), 2. Nikolaj Ninov (Bulharsko), 3. Julio Granda Zuniga (Peru)

Březen

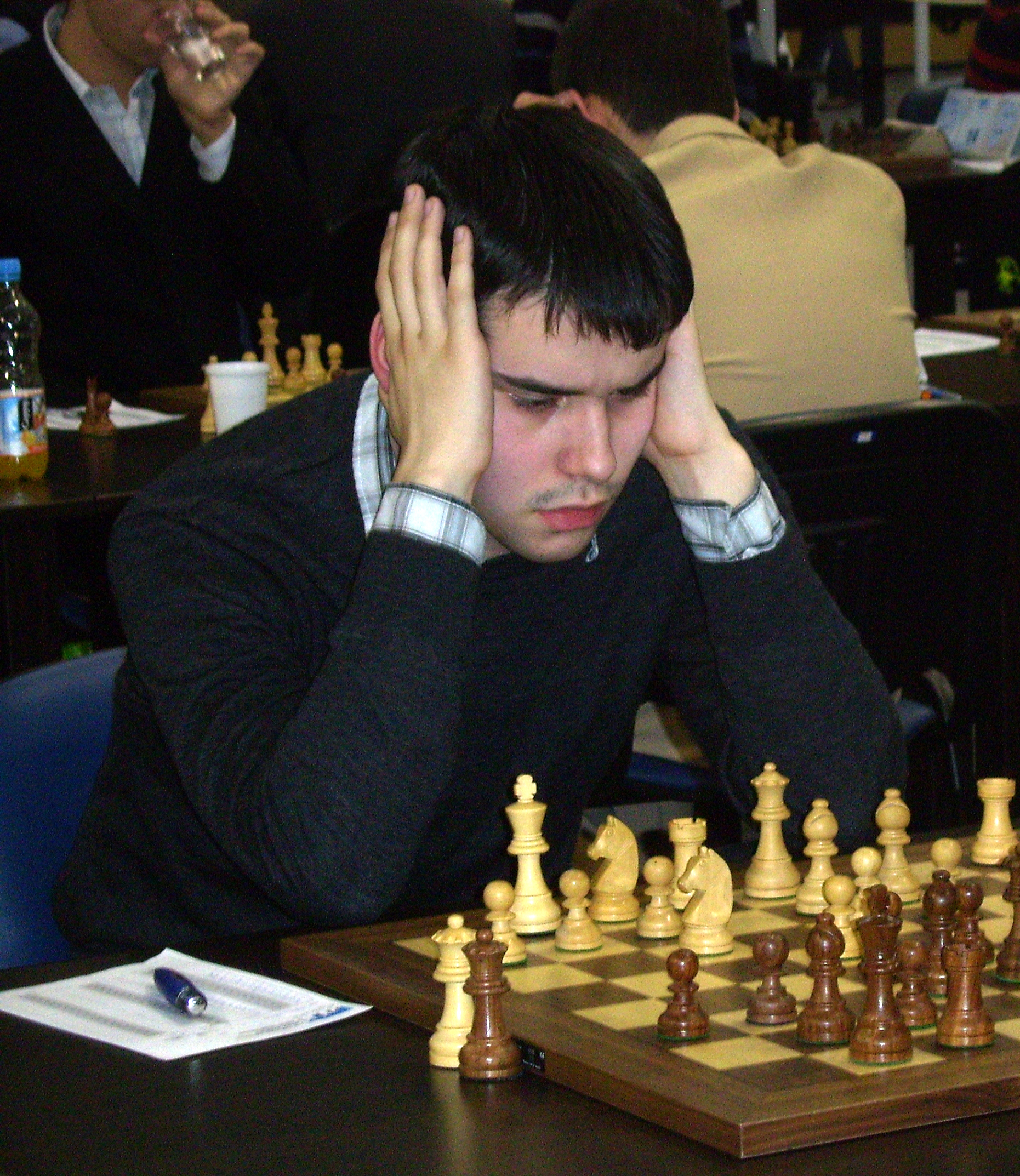
Jan Něpomňaščij na mistrovství Evropy 2010 v Rijece

- 3. března – Reykjavík Open: 1. Ivan Sokolov (Bosna a Hercegovina), 2. Abhidžít Gupta (Indie), 3. Jurij Kozubov (Ukrajina)
- 7. března – Festa da Uva 2010, Caxias do Sul (rapid šach): 1. Vasilij Ivančuk (Ukrajina), 2. Sandro Mareco, 3. Gilberto Milos (oba Brazílie)
- 18. března – Mistrovství Evropy v šachu, Rijeka: 1. Jan Něpomňaščij (Rusko), 2. Baadur Džobava (Gruzie), 3. Arťom Timofejev (Ukrajina), 4. Zachar Jefimenko (Ukrajina), 5. Igor Lysyj (Rusko) … 33. Zbyněk Hráček, 35. David Navara, 40. Vlastimil Babula, 44. Jiří Štoček, 63. Viktor Láznička. Babula se playoff kvalifikoval na světový pohár.
Ženy: 1. Pia Cramlingová (Švédsko), 2. Viktorija Cmilyteová (Litva), 3. Jelena Dembová (Řecko), 4. Natalija Žukovová (Ukrajina) … 77. Olga Sikorová, 112. Kateřina Němcová, 132. Soňa Pertlová.
- 20. března – Torneo Ciudad de Dos Hermanas (online bleskový šach): 1. Hikaru Nakamura (USA), 2. Jaroslav Zinčenko (Ukrajina), 3. Rodrigo Vasquez Shroeder	(Chile)
- 25. března – Amber Chess Tournament, Nice, celkově: 1. Vasilij Ivančuk (Ukrajina), 2. Magnus Carlsen (Norsko), 3. Vladimir Kramnik (Rusko), 4. Alexandr Griščuk (Rusko), 5. Sergej Karjakin (Ukrajina)
Rapid šach: 1. Ivančuk, 2. Carlsen, 3. Karjakin
Rapid šach naslepo: 1. Griščuk, 2. Ivančuk, 3. Kramnik

Duben
- 5. dubna – Philadelphia Open: 1. Gata Kamsky, 2. Ray Robson, 3. Alex Stripunsky (všichni USA)
- 13. dubna – Dubai Open: 1. Eduardo Iturrizaga (Venezuela), 2. Viorel Iordachescu (Moldavsko), 3. Alexej Alexandrov (Bělorusko)
- 29. dubna – Mistrovství Asie, Olongapo: 1. Ni Chua (Čína), 2. Wesley So (Filipíny), 3. Abhidžít Gupta (Indie)
Ženy: 1. Atúsa Púrkašijanová (Írán), 2. Ting I-sin (Čína), 3. Wang Jü (Čína)

Květen
- 1. května – Prezidentský pohár, Baku (rapid šach): 1. Vladimir Kramnik (Rusko), 2. Šachrijar Mameďarov (Ázerbájdžán), 3. Gata Kamsky (USA), 4. Tejmur Radžabov (Ázerbájdžán), 5. Judit Polgárová (Maďarsko)
- 7. května – Grand Prix, Naľčik: 1. Taťjana Kosincevová (Rusko), 2. Chou I-fan (Čína), 3. Nana Dzagnidzeová (Gruzie)
- 14. května – Bosna 2010, Sarajevo: 1. Wang Chao (Čína), 2.-3. Zachar Jefimenko (Ukrajina) a Viktor Bologan (Moldavsko)
- 18. května – Evropský šachový festival, Lublin: 1. Bartolomiej Macieja (Polsko), 2. Boris Gračev (Rusko), 3. Mateusz Bartel (Polsko)
- 24. května – Mistrovství USA, Saint Louis: 1. Gata Kamsky, 2. Yuri Shulman, 3. Hikaru Nakamura (vš. USA)
- 25. května – Grand Prix, Astrachaň: 1. Pavel Jeljanov (Ukrajina), 2. Ruslan Ponomarjov (Ukrajina), 3. Dmitrij Jakovenko (Rusko), 4. Šachrijar Mameďarov (Ázerbájdžán), 5. Jevgenij Alexejev (Rusko)
- 29. května – Světový pohár v rapid šachu ACP, Oděsa: 1. Sergej Karjakin (Ukrajina), 2. Dmitrij Jakovenko (Rusko), 3.-4. Alexandr Griščuk (Rusko) a Michail Gurevič (Turecko)
- 31. května – Chicago Open: 1. Loek Van Wely (Nizozemsko), 2. Michael Adams (Anglie), 3. Jevgenij Najer (Rusko)

Červen
- 3. června – Pohár Maji Čiburdanidzeové, otevřený turnaj žen v Tbilisi: 1. Anna Muzyčuková (Slovinsko), 2. Nino Churtsidzeová, 3. Sopio Gvetadzeová (obě Gruzie)
- 4. června – Mistrovství Číny, Sing-chua: 1. Wang Chao, 2. Pu Sieng-č', 3. Čou Ťien-čchao (vš. Čína)
Ženy: 1. Ťü Wen-ťün, 2. Chuang Čchien, 3. Tchan Čung-i (vš. Čína)

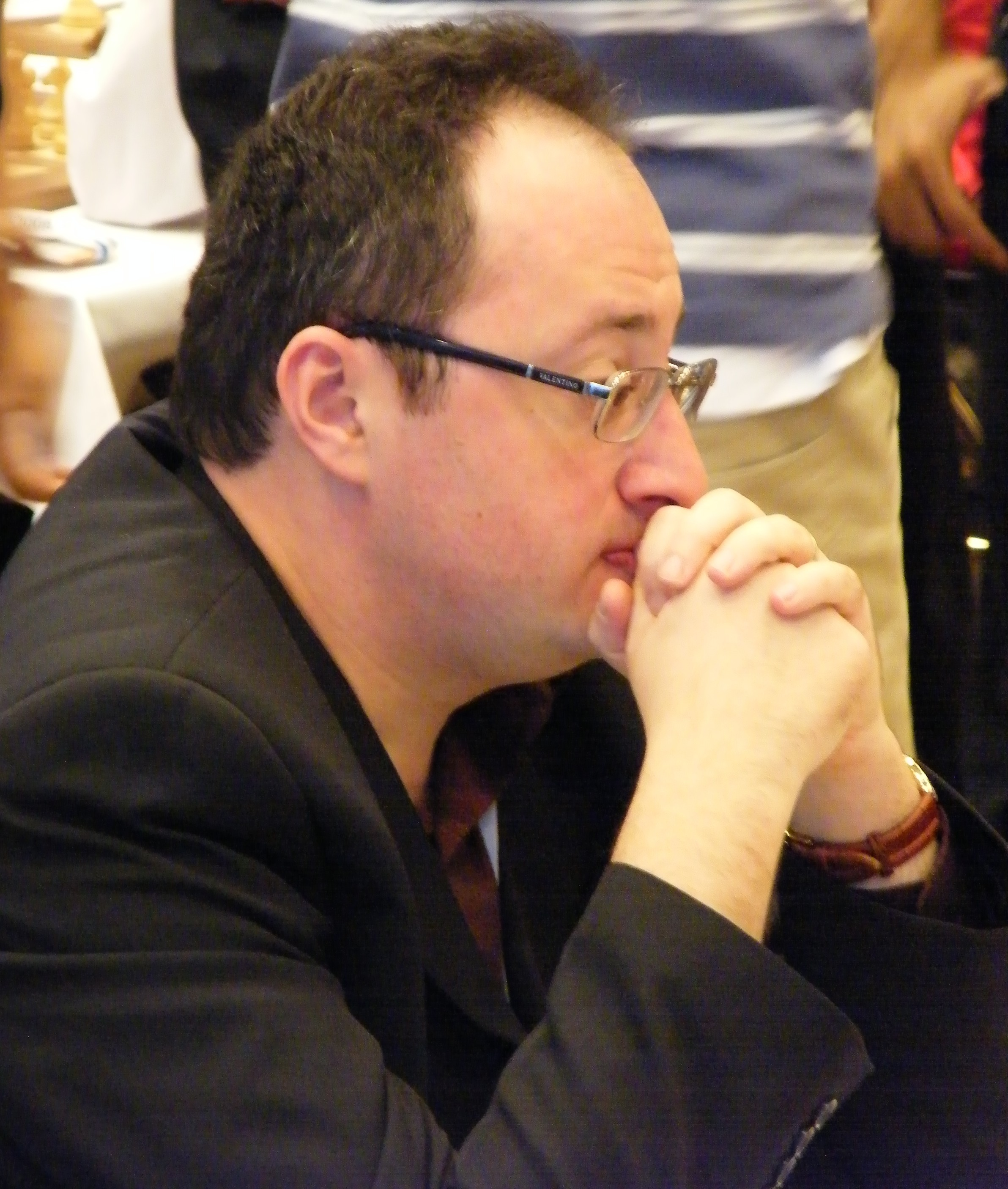
Boris Gelfand

- 6. června – Mitropa Cup, Chur, muži: 1. Itálie (na první šachovnici Fabiano Caruana), 2. Maďarsko (Richard Rapport, 3. Švýcarsko (Florian Jenni) … 7. Česko (Pavel Šimáček)
Ženy: 1. Itálie (Jelena Sedinová), 2. Slovinsko (Jana Krivecová), 3. Maďarsko (Anna Rudolfová) … 6. Česko (Kristýna Havlíková)
- 7. června – Turnaj města Leónu (vyřazovací v rapid šachu): 1. Boris Gelfand (Izrael), 2. Levon Aronjan (Arménie), 3.-4. Lenier Dominguez Perez (Kuba) a Francisco Vallejo Pons (Španělsko)
- 14. června – Karpovův turnaj, Pojkovskij: 1. Sergej Karjakin (Ukrajina), 2. Viktor Bologan (Moldavsko), 3. Dmitrij Jakovenko (Rusko)
- 18. června – 4. mezinárodní festival Ruye Lopeze: 1. Ivan Čeparinov (Bulharsko), 2. Fabiano Caruana (Itálie), 3. Vladimir Malachov (Rusko)
- 20. června – Turnaj v Tan-čou: 1. Pu Sieng-č', 2. Li Čchao, 3. Ting Li-žen (vš. Čína)
- 20. června – Capablancův memoriál, Havana: 1. Vasilij Ivančuk (Ukrajina), 2. Jan Něpomňaščij (Rusko), 3. Lenier Dominguez Perez (Kuba)
- 20. června – Mistrovství Nizozemska, Eindhoven: 1. Jan Smeets, 2. Anish Giri, 3. Sipke Ernst (vš. Nizozemsko)
- 21. června – 14. mezinárodní festival ve Voroněži: 1. Alexandr Rachmanov, 2. Děnis Chismatullin, 3. Vjačeslav Zacharcov (vš. Rusko)
- 25. června – 4. královský turnaj, Medias: 1. Magnus Carlsen (Norsko), 2. Tejmur Radžabov (Ázerbájdžán), 3. Boris Gelfand (Izrael), 4. Ruslan Ponomarjov (Ukrajina), 5. Liviu-Dieter Nisipeanu (Rumunsko)

Červenec
- 2. července – Vratislavský šachový festival: 1. Radoslaw Wojtaszek, 2. Bartolomiej Macieja, 3. Robert Markus (vš. Polsko)
- 2. července – 1. mezinárodní turnaj v Marrákeši: 1. Andrej Ščekačev (Francie), 2. Georg Meier (Německo), 3. Alexandr Jevdokimov (Rusko)
- 5. července – World Open, Philadelphia: 1. Viktor Láznička, 2. Pentala Harikrišna (Indie), 3. Ilja Smirin (Rusko)
- 6. července – Grand Prix, Čermuk: 1. Nana Dzagnidzeová (Gruzie), 2. Taťjana Kosincevová (Rusko), 3. Elina Danieljanová (Arménie)
- 17. července – Open Benasque: 1. Kiril Georgiev (Bulharsko), 2. Eltadž Safarli (Ázerbájdžán), 3. Hrant Melkumjan (Arménie)
- 19. července – Turnaj u jezera Sevan, Martuni: 1. Arman Pašikjan, 2. Tigran L. Petrosjan (oba Arménie), 3. Maxim Matlakov (Rusko)
- 25. července – Sparkassen Chess Meeting, Dortmund: 1. Ruslan Ponomarjov (Ukrajina), 2. Le Quang Liem (Vietnam), 3. Vladimir Kramnik (Rusko), 4. Šachrijar Mameďarov (Ázerbájdžán)
- 28. července – 43. šachový festival v Bielu: 1. Fabiano Caruana (Itálie), 2. Nguyen Ngoc Truong (Vietnam), 3. Maxime Vachier-Lagrave (Francie)

Srpen
- 1. srpna – Mezinárodní turnaj A.D. San Juan, Pamplona: 1. Radoslaw Wojtaszek (Polsko), 2. Laurent Fressinet (Francie), 3. Sergej Fedorčuk (Ukrajina)[1]

### Česko
Leden
- 2. ledna – České šachové vánoce, Litomyšl: 1. Martin Petr, 2. Bartolomiej Heberla (Polsko), 3. Jan Bernášek
- 15. ledna – Open Praha: 1. Vjačeslav Zacharcov (Rusko), 2. Vladimir Malaňuk (Ukrajina), 3. David Kaňovský
- 23. ledna – Open Mariánské Lázně: Velmistrovský turnaj: 1. Dominik Orzech (Polsko), 2. Pavel Šimáček, 3. Richard Rapport (Maďarsko)
Mistrovské turnaje B1: 1. András Flumbort (Maďarsko); B2: 1. Sebastian Plischki (Německo); B3: 1. Alexej Gorbatov (Rusko)
Otevřený turnaj: 1. Mihajlo Stojanović (Srbsko), 2. Michail Ivanov (Rusko), 3. Radek Turner

Únor
- Open Nový Bor: 1. Pawel Szablowski (Polsko), 2. Jan Vrána, 3. Maxime Marie (Francie)

Duben
- 5. dubna – Pobeskydí, Frýdek-Místek, vítězové mistrovských turnajů: Jan Bernášek, Kamil Stachowiak (Polsko) a Sergej Chamickij (Bělorusko)

Květen
- 9. května – Mistrovství ČR (otevřený turnaj), Ostrava: 1. David Navara, 2. Tomáš Polák, 3. Pavel Šimáček, 4. Zbyněk Hráček, 5. Jan Bernášek
- 22. května – Open Hradec Králové: 1. Luboš Roško

Červen
- 5. června – O pohár starosty města dobrého vína, Hustopeče (rapid šach): 1. Viktor Láznička, 2. David Navara, 3. Petr Hába
- 20. června – Open Teplice: 1. Jan Bernášek, 2. Alexandre Dgebuadze (Belgie), 3. Ivan Hausner

Červenec
- 31. července – Czech Open, Pardubice: 1. Anton Korobov (Ukrajina), 2. Hans Tikkanen (Švédsko), 3. S.P. Sethuraman (Indie) … 10. Jiří Štoček, 31. Robert Cvek, 36. Petr Hába
Otevřené mistrovství ČR v rapid šachu: 1. Alexandr Rachmanov (Rusko), 2. Dmitrij Kononěnko (Ukrajina), 3. Anton Korobov (Ukrajina), 4. Vlastimil Babula … 9. Jiří Štoček, 20. David Navara, 21. Radek Kalod, 23. Jan Šuráň
Otevřené mistrovství ČR ve Fischerových šachách: 1. Sergej Movsesian (Slovensko), 2. Martin Petr, 3. Martynas Limontas (Litva), 4. David Navara … 7. Pavel Šimáček

## Zápasy
Únor
- 25. února – Vratislav (město): Sergej Movsesian (Slovensko) – Dominik Swiercz (Polsko) 3,5:0,5 (klasický šach), 2:2 (rapid šach)

Duben
- 24. dubna – Praha (ČEZ Chess Trophy): David Navara (Česko) – Judit Polgárová (Maďarsko) 2:6 (+1 -5 =2, rapid šach)

Květen
- 11. května – Sofie (Mistrovství světa v šachu 2010): Višvánáthán Ánand (Indie) – Veselin Topalov (Bulharsko) 6,5:5,5 (+3 -2 =7)
- 16. května – Amsterodam: Nigel Short (Anglie) – Anish Giri (Nizozemsko) 2:2 (+1 -1 =2), Ľubomír Ftáčnik (Slovensko) – Robin Van Kampen (Nizozemsko) 3:1 (+2 -0 =2), Yasser Seirawan (USA) - Benjamin Bok (Nizozemsko) 2,5:1,5 (+1 -0 =3)
- 30. května – Varšava: Vladimir Malachov (Rusko) – Mateusz Bartel (Polsko) 5:1 (+4 -0 =2), Bartolomiej Macieja – Monika Soćková (oba Polsko) 3,5:0,5 (+3 -0 =1)
- 7. června – León (vyřazovací turnaj v rapid šachu, bleskové tie-breaky nejsou uvedeny): Boris Gelfand (Izrael) – Francisco Vallejo Pons (Španělsko) 2:2, Lenier Dominguez Perez (Kuba) – Levon Aronjan (Arménie) 1,5:2,5, Levon Aronjan (Arménie) – Boris Gelfand (Izrael) 2:2

## Úmrtí

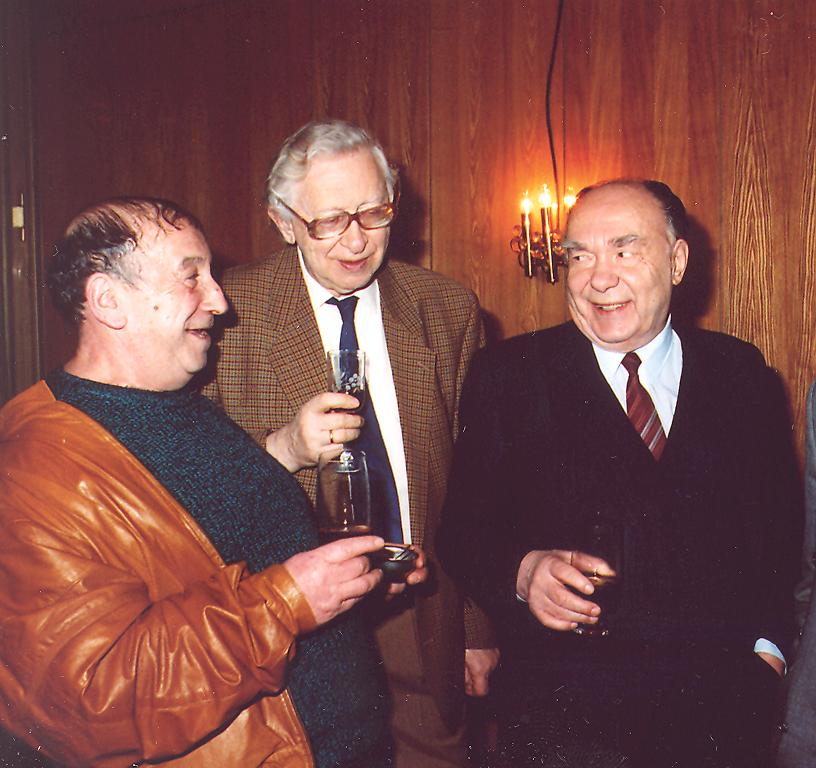
Vasilij Smyslov mezi publicistou Jakovlevem a spisovatelem Vajnerem

- 21. března – Istvan Bilek (* 11. srpna 1932), maďarský šachista
- 27. března – Vasilij Smyslov (* 24. března 1921), ruský šachista, mistr světa 1957 až 1958
- 29. března – Jindřich Trapl (* 24. března 1942), český šachista
- 3. května – Florencio Campomanes (* 22. února 1927), bývalý předseda FIDE
- 8. května – Andor Lilienthal (* 5. května 1911), ruský šachista, jeden z prvních velmistrů
- konec května – Slavoj Kupka (* 8. července 1942), český šachista
- 11. září – Bent Larsen (* 4. března 1935), dánský šachista[2]
- 5. října – Janis Klovans (* 9. dubna 1935), lotyšský šachista[3]
- 15. listopadu – Larry Evans (* 22. března 1932), americký šachista[4]